# Elfriede Blaickner

Elfriede Blaickner (1974)

Elfriede Blaickner (* 21. September 1904 in Imst als Elfriede Bitschnau; † 31. Mai 2001 in Feldkirch) war eine österreichische Politikerin (ÖVP) sowie Volks- und Hauptschullehrerin. Sie war 1959 bis 1974 Abgeordnete zum Vorarlberger Landtag.

## Ausbildung und Beruf
Blaickner besucht die Volksschule Feldkirch und absolvierte danach die Lehrerbildungsanstalt in Innsbruck, wobei sie 1926 die Lehrbefähigung für Volksschulen erwarb. Sie besuchte des Weiteren eine Ausbildung an der Universitätsklinik Wien zur Kursleiterin für Hygiene, Kinder- und Krankenpflege und legte 1930 auch die Prüfung für die Lehrbefähigung für Hauptschulen in den Fächern Deutsch, Geographie und Geschichte ab. In einer Sonderprüfung erwarb sie auch die Lehrbefähigung für die Fächer Mathematik und Naturgeschichte.
Blaickner arbeitete zwischen 1924 und 1927 als Volksschullehrerin in Altenstadt, Bregenz und Gurtis und war danach von 1927 bis 1930 als Wanderlehrerin und Kursleiterin für jeweils zwei Wochen in verschiedenen Ortschaften Vorarlbergs tätig. Sie unterrichtete danach zwischen 1930 und 1935 als Hauptschullehrerin in Dornbirn und war nach ihrer Heirat und der Geburt ihrer Kinder nach 1945 als Referentin bei Brautleutetagungen, Jugendgruppen, Frauenversammlungen und Elternabenden aktiv. 1952 trat sie erneut in den Dienst als Lehrerin und war an der Hauptschule Feldkirch beschäftigt. Während der Zeit ihrer politischen Aktivitäten hatte sie eine halbe Lehrverpflichtung inne oder war vom Lehrberuf freigestellt.

## Politik und Funktionen
In der Lokalpolitik war Blaickner zunächst von 1950 bis 1954 als Ersatzmitglied der Gemeindevertretung Feldkirch engagiert, danach war sie von 1954 bis 1959 sowie von 1965 bis 1973 Mitglied der Gemeindevertretung. Zudem war sie Mitglied des Feldkircher Ortsschulrates und Mitglied der ÖVP-Stadtparteileitung Feldkirch. Sie war Mitglied der Österreichischen Volkspartei und zudem in der Österreichischen Frauenbewegung (ÖFB) und im ÖAAB aktiv, wobei sie von 1966 bis 1977 Landesleiterin der österreichischen Frauenbewegung, Mitglied der Bundesleitung des Frauenreferates im ÖAAB und bis 1972 Landesfrauenreferentin des ÖAAB Vorarlberg war. Zudem wirkte sie ab 1960 als Mitglied im Landesgruppenvorstand des ÖAAB und war von 1959 bis 1969 Mitglied des Landesparteirates der ÖVP Vorarlberg. Des Weiteren war sie von 1959 bis 1977 Mitglied der Landesparteileitung und von 1966 bis 1977 Mitglied des Landesparteipräsidiums der ÖVP Vorarlberg. 
Als Abgeordnete des Wahlbezirkes Feldkirch vertrat sie die ÖVP zwischen dem 29. Oktober 1959 und dem 20. Oktober 1974 Abgeordnete zum Landtag, wobei sie neben der SPÖ-Abgeordneten Anna Mayr die erste weibliche Landtagsabgeordnete im Vorarlberger Landtag war. Nach dem Ausscheiden aus dem Landtag war Blaickner von 1976 bis 1996 Landesobmann-Stellvertreterin des Vorarlberger Seniorenbundes und Obfrau des Seniorenbundes Feldkirch.

## Privates
Blaickner wurde als Tochter des Staatsanwalts am Landesgericht Feldkirch Hans Bitschnau (1872–1962) und dessen Gattin Ida (1879–1952), geborene Mallaun, geboren. Sie heiratete 1935 den Bankbeamten Alfred Blaickner (1897–1980). Blaickner hatte drei Söhne (geboren 1936, 1938 und 1940).

## Auszeichnungen
- Silbernes Ehrenzeichen des Landes Vorarlberg (1975)
- Ehrenring der Stadt Feldkirch (1988)
- Landesehrenobfrau des Vorarlberger Seniorenbundes (1996)
- Goldenes Ehrenzeichen der ÖVP
- Landesehrenobfrau der Frauenbewegung Vorarlberg